# Jevlach
Jevlach (ázerbájdžánsky Yevlax, rusky Евлах, Jevlach) je město v Ázerbájdžánu, ležící na řece Kura.
Jevlach je důležitý regionální železniční uzel, leží 265 km od hlavního města Baku na západě země.
Žije zde asi 55 000 obyvatel
Jevlach je také rajón stejného jména.